# Eric Kandel

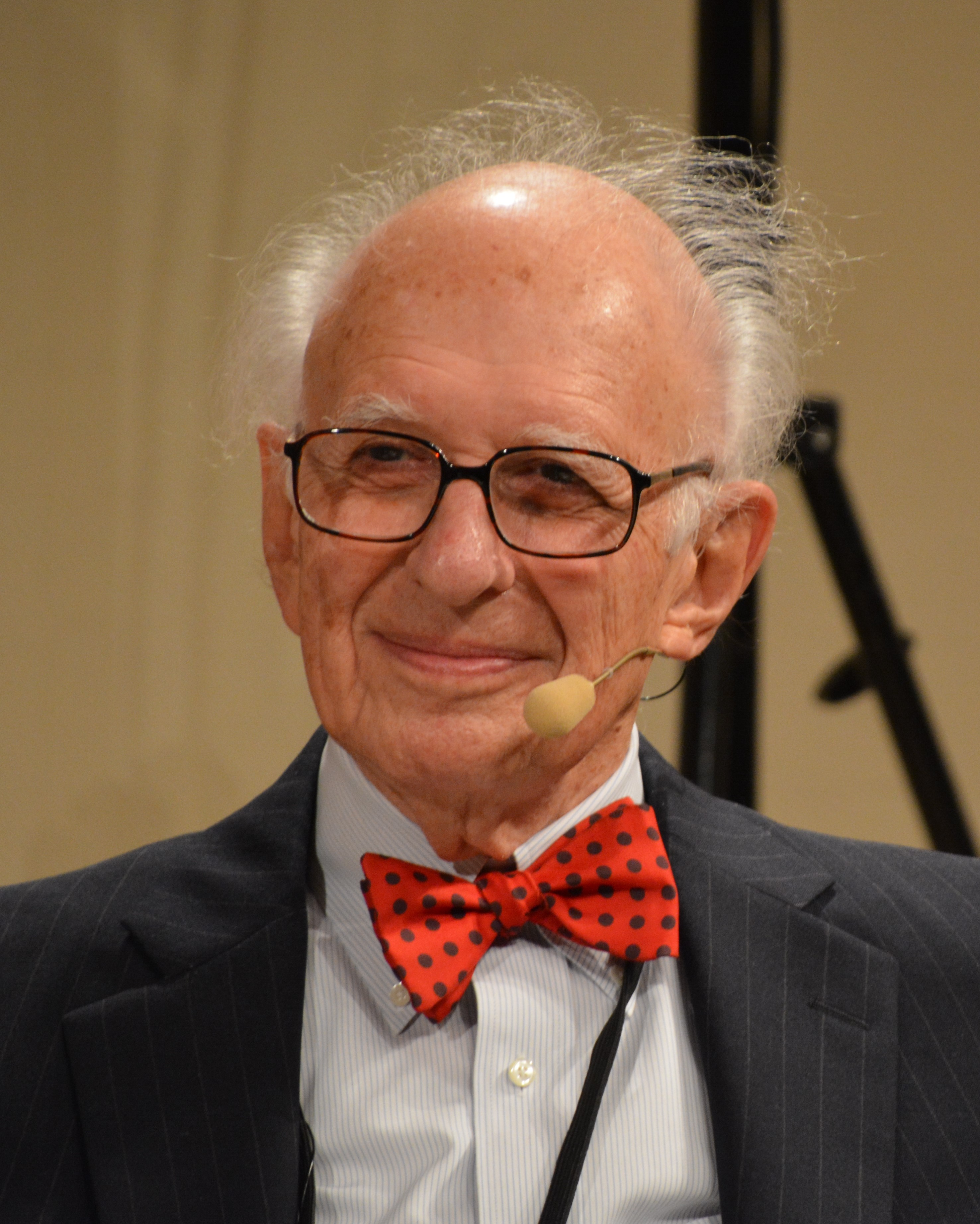
Eric Kandel in Wien bei der Langen Nacht der Forschung 2014

Eric Richard Kandel (* 7. November 1929  als Erich Richard Kandel in Wien) ist ein österreichisch-US-amerikanischer Psychiater, Physiologe, Neurowissenschaftler, Verhaltensbiologe und Biochemiker. Er wurde im Jahr 2000 mit dem Nobelpreis für Physiologie oder Medizin ausgezeichnet.

## Leben

### Jugend und Studium

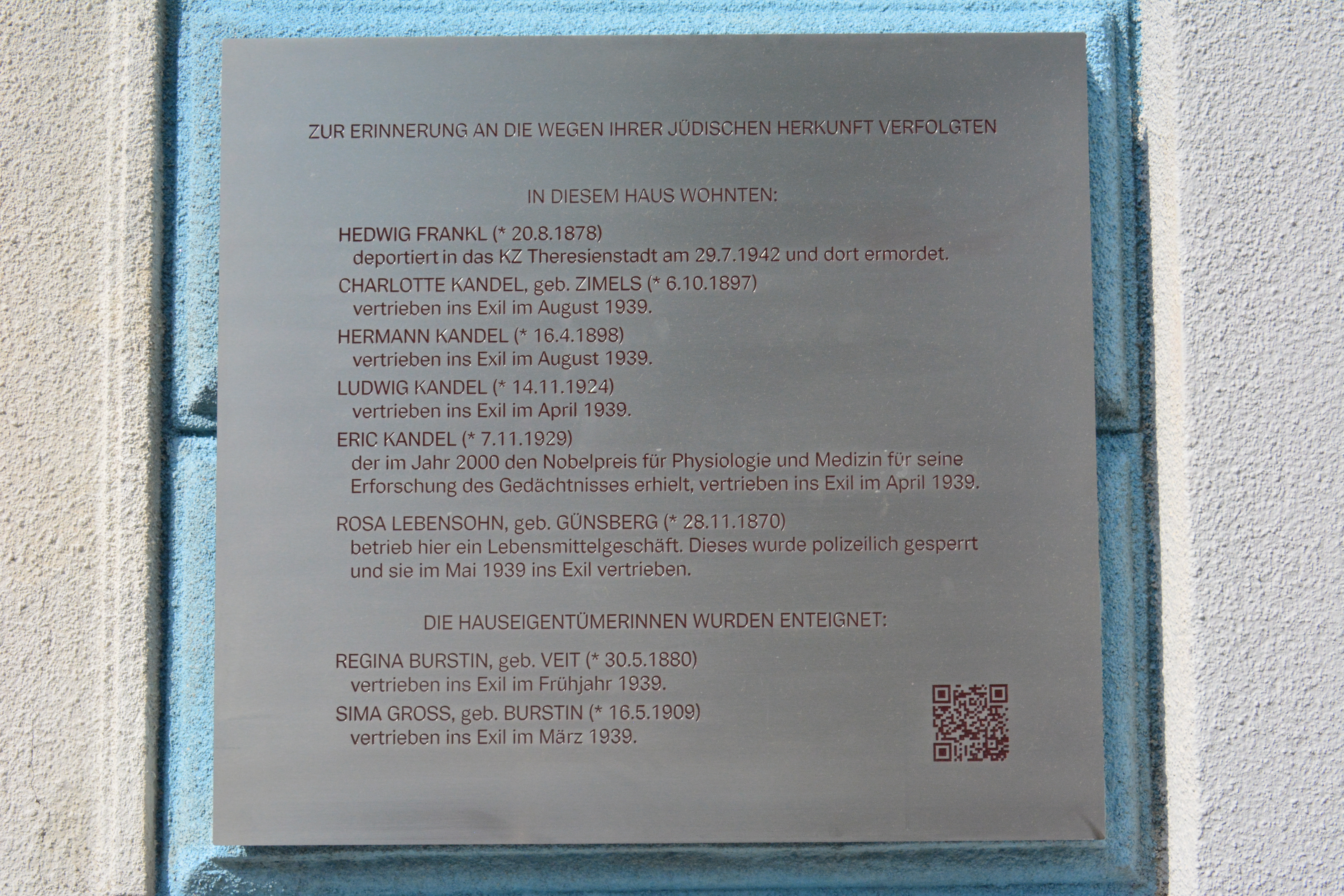
Gedenktafel für NS-Opfer am Haus Wien 9., Severingasse 8, darunter auch die Familie Kandel (enthüllt am 26. April 2018)

Eric Kandel wurde 1929 als zweiter Sohn des Spielwarenhändlers Hermann Kandel und dessen Frau Charlotte Kandel (geborene Zimels) in Wien geboren. Die Familie wohnte am Alsergrund, im 9. Bezirk der Stadt, in der Severingasse 8. Nach dem „Anschluss“ Österreichs durch die Nationalsozialisten 1938 bekam Eric massive Probleme im Alltag: In der Schulklasse sprach wegen seiner jüdischen Herkunft kein Kind mehr mit ihm. 1939 musste Kandel mit seiner Familie in die Vereinigten Staaten emigrieren, da der Antisemitismus in Österreich lebensbedrohlich geworden war. „Ich hatte Furcht davor, die Straße zu überqueren, aber ich ging mit meinem 14-jährigen Bruder über den Atlantik!“, berichtete er 2009 im deutschen Fernsehen.
Den Rest seiner Grundschulzeit verbrachte er auf der Jeschiwa in Flatbush, einem Stadtteil von New York, bis er 1944 auf die Erasmus Hall High School in Brooklyn übertrat, wo er begann, sich für Geschichte und Literatur zu interessieren. Dort wurde ihm als einem von zwei Schülern, die unter mehr als 1.400 Bewerbern ausgewählt wurden, ein Stipendium für ein Studium an der Harvard University bewilligt. 1945 erhielt er die amerikanische Staatsbürgerschaft.
Zu den Neurowissenschaften kam Kandel über eine befreundete Kommilitonin, deren Eltern überzeugte Anhänger der Freudschen Theorie zur Psychoanalyse waren. So war Sigmund Freud die Ursache für Kandels Interesse an der Biologie der Motivation sowie des bewussten und unbewussten Gedächtnisses. Er war schon als Psychoanalytiker, wie Freud selbst, der Auffassung, dass alle psychischen Vorgänge und Symptome letztlich physiologische Vorgänge im Gehirn sind. Entsprechend beschäftigt er sich unter anderem auch schon immer mit der Frage, wie eine erfolgreiche psychoanalytische Behandlung das Gehirn verändert.

### Forschung
Im Herbst 1952 wechselte Kandel auf die New York University, um dort Medizin zu studieren und schließlich Psychiater und Psychoanalytiker zu werden. Gegen Ende seiner Studienzeit entschied er sich jedoch, anders als die meisten anderen Psychiater seiner Zeit, nicht die psychologischen, sondern die biologischen Vorgänge des Gehirns genauer zu untersuchen und zu erforschen. Schlussendlich beschloss er nicht Psychoanalytiker zu werden, sondern sich ganz der Naturwissenschaft zu widmen. In dieser Zeit lernte er seine zukünftige Frau Denise Bystryn kennen.
Wenige Zeit später begann er, an der Columbia University im Labor des Neurobiologen Harry Grundfest zu forschen. Die anderen Forscher, mit denen Kandel dort zusammenarbeitete, waren mit Überlegungen über die technisch sehr komplizierte Aufzeichnung elektrischer Aktivität der relativ kleinen Neuronen der Gehirne von Wirbeltieren beschäftigt.
Nachdem er angefangen hatte, sich durch das schwierige Gebiet der Elektrophysiologie der Großhirnrinde zu arbeiten, war er von dem Fortschritt, den Stephen W. Kuffler mit einem durch Experimente zugänglicheren System machte, sehr beeindruckt. Dieser isolierte Neuronen von marinen Wirbellosen, um sie dann weiterzuverwenden.
1957 wechselte Kandel zum Laboratory of Neurophysiology des National Institutes of Health und fuhr dort mit seinen Arbeiten zu elektrophysiologischen Aufzeichnungen bei Neuronen aus der Region des Hippocampus fort, speziell, um herauszufinden, ob der Hippocampus am Prozess des Speicherns von Erinnerungen im Gehirn und des Sich-Erinnerns direkt beteiligt ist. Allerdings konnte er keine Anhaltspunkte dafür finden, dass der Hippocampus für die Erinnerungsfähigkeit des Menschen verantwortlich ist. Er erkannte, dass das Gedächtnis mit den synaptischen Verbindungen zwischen den Neuronen zusammenhängen musste und dass der Hippocampus mit seinen komplexen Verflechtungen nicht gut dazu geeignet war, die genaue Funktion der Synapsen zu erforschen. Er wusste außerdem aus vergleichbaren Verhaltensstudien beispielsweise von Konrad Lorenz, Nikolaas Tinbergen und Karl von Frisch, dass alle Tiere über eine zumindest geringe Lernfähigkeit verfügten. So entschied er sich, seine Versuche an einer weniger komplexen Tierart durchzuführen, um so seine elektrophysiologischen Analysen an Synapsen zu vereinfachen. Er glaubte, die Ergebnisse seiner Studien dann auf den Menschen und sein Gehirn übertragen zu können. Diese Entscheidung war nicht risikolos, da viele – vor allem ältere – Biologen meinten, dass durch das Studium der Physiologie der Wirbellosen nicht viel über die menschliche Erinnerungsfähigkeit herausgefunden werden könne.
Von 1960 bis 1965 arbeitete Kandel an der Harvard Medical School in Boston in der Psychiatrie.
Aplysia californica

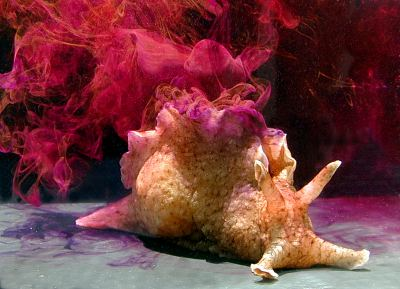
Aplysia, eine Meeresschnecke, mit der Kandel Forschungen betrieb

1962 ging Kandel nach Paris, um sich dort mit dem Kalifornischen Seehasen (Aplysia californica), einer Meeresschnecke, zu beschäftigen. Er hatte festgestellt, dass einfache Formen des Lernens wie beispielsweise die Sensitivierung sowie klassische und operante Konditionierung auch an einzelnen Ganglia der Aplysia untersucht werden können.
Während das Verhalten einer einzelnen Ganglienzelle beobachtet wird, könnte ein Axon, das zum Ganglion führt, leicht stimuliert werden und so als taktiler Stimulus agieren, während ein anderes Axon als Schmerz-Stimulus verwendet werden könnte. Dabei müsste der sonst bei natürlichen Stimulationen bei Wirbeltieren befolgte Ablauf eingehalten werden.
Elektrophysiologische Veränderungen, die von den zusammenwirkenden Stimuli ausgelöst werden, könnten dann auf spezifische Synapsen zurückgeführt werden. 1965 veröffentlichte Kandel die Ergebnisse seiner Studien.
New York Medical School
Später übernahm Kandel einen Posten im Department of Physiology and Psychiatry der New York Medical School, wo er mithalf, die Abteilung für Neurobiologie und Verhaltenswissenschaften aufzubauen. Hier begann er mit einigen Kollegen Forschungen zu Kurz- und Langzeitgedächtnis.
1981 gelang es den Mitgliedern der Forschergruppe, das Aplysia-System auf eine Studie über klassische Konditionierung auszuweiten, was letztendlich half, die Lücke, welche sich zwischen den einfachen Formen des Lernens, die mit weniger entwickelten Tieren wie den Wirbellosen in Verbindung gebracht wurde, und den komplexeren Lernvorgängen der Wirbeltiere aufgetan hatte, zu schließen.
Neben der fundamentalen Verhaltensforschung beobachteten die Forscher auch die Vernetzung der verschiedenen Nervenzellenarten, die in den Lernprozess verwickelt sind. Dies erlaubte eine genaue Analyse der Synapsen, die durch das Lernen bei Tieren verändert werden. Die Laborergebnisse unterstützten die These, dass Lernen eine funktionale Veränderung der Effektivität bereits zuvor vorhandener Verknüpfungen sei.
Molekulare Veränderungen beim Lernprozess
Seit 1966 arbeitete James Schwartz mit Kandel an einer biochemischen Analyse von Veränderungen in Nervenzellen, die mit dem Lernen und der Erinnerung zu tun haben. Zu dieser Zeit war bekannt, dass eine Speicherung von Dingen im Langzeitgedächtnis, anders als im Kurzzeitgedächtnis, die Herstellung von speziellen Eiweißen voraussetzt. 1972 kamen sie zu der Erkenntnis, dass in den Ganglien der Aplysia unter Bedingungen, die die Speicherung im Kurzzeitgedächtnis hervorrufen, der Second Messenger cAMP hergestellt wird. 1974 wurde herausgefunden, dass der Neurotransmitter Serotonin, der an der Herstellung von cAMP beteiligt ist, molekular direkt zu einer Sensibilisierung gegen einen bestimmten Reflex führen kann.
1983 half Kandel, das Howard Hughes Medical Institute für molekulare Neurowissenschaften der Columbia University aufzubauen. Mit seinen Laborkollegen fuhr er fort, die Proteine zu identifizieren, die herzustellen sind, um Kurzzeitgedächtnis in Langzeitgedächtnis umzuwandeln. In Zusammenarbeit mit anderen Forschern wurde der Transkriptionsfaktor CREB (engl. cAMP response element binding protein) entdeckt und seine Rolle als ein zum Langzeitgedächtnis beitragendes Protein erwiesen. Eine Folge der Aktivierung von CREB ist eine Steigerung der Zahl synaptischer Verbindungen. Daraus wurde gefolgert, dass das Kurzzeitgedächtnis eine Folge von funktionalen Veränderungen in bereits existierenden Synapsen ist und das Langzeitgedächtnis aus einer Änderung in der Gesamtzahl der Synapsen hervorgeht.
Einige der synaptischen Veränderungen, die in Kandels Labor entdeckt wurden, sind Beispiele für Lernvorgänge nach der Hebbschen Regel. So beschreibt eine der Publikationen (Activity-dependent presynaptic facilitation and hebbian LTP are both required and interact during classical conditioning in Aplysia) die Rolle Hebbschen Lernens beim Aplysia siphon-withdrawal reflex.
Außerdem wurden in dem Labor bedeutende Versuche mit künstlich genmutierten Mäusen zur Suche nach der molekularen Basis für Erinnerungsfähigkeit im Hippocampus von Wirbeltieren durchgeführt. Kandels ursprüngliche Vermutung, dass bestimmte Lernmechanismen sich bei allen Lebewesen zeigen, hat sich als richtig erwiesen. Es wurde festgestellt, dass Neurotransmitter, Second Messenger, Proteinkinasen, Ionenkanäle und Transkriptionsfaktoren wie CREB sowohl bei Wirbeltieren als auch bei Wirbellosen an Lern- und Speicherungsvorgängen beteiligt sind.

### Auszeichnungen
Seit 1974 ist Eric Kandel Mitglied der National Academy of Sciences der USA, seit 1976 Mitglied der American Academy of Arts and Sciences. Von 1980 bis 1981 war er Präsident der Society for Neuroscience. 1983 erhielt Kandel den Albert Lasker Award for Basic Medical Research, 1987 einen Gairdner Foundation International Award und 1988 den NAS Award for Scientific Reviewing und den Pasarow Award. Im folgenden Jahr wurde er zum Mitglied der Deutschen Akademie der Naturforscher Leopoldina gewählt (seit 2008 Nationale Akademie der Wissenschaften). 1992 erhielt er den ersten Jean-Louis-Signoret-Preis.
Im Jahr 2000 wurde Kandel zusammen mit dem Schweden Arvid Carlsson und dem US-Amerikaner Paul Greengard der Nobelpreis für Physiologie oder Medizin für ihre Entdeckungen betreffend der Signalübertragung im Nervensystem verliehen. Kandel ist außerdem Träger des deutschen Ordens Pour le mérite für Wissenschaft und Künste und des Österreichischen Ehrenzeichens für Wissenschaft und Kunst.
1997 erhielt er den Ralph-W.-Gerard-Preis. Die American Philosophical Society, deren Mitglied er seit 1984 ist, zeichnete ihn 2006 mit ihrer Benjamin Franklin Medal aus. Seit 2002 ist er Ehrenmitglied der Österreichischen Akademie der Wissenschaften. 2008 wurde er mit dem Ehrenpreis des Viktor-Frankl-Instituts der Stadt Wien ausgezeichnet; 2009 wurde ihm die Ehrenbürgerschaft der Stadt Wien verliehen, später nahm er auch wieder die österreichische Staatsbürgerschaft an.
2012 erhielt er das Große Silberne Ehrenzeichen mit dem Stern für Verdienste um die Republik Österreich. Am 6. Juni 2013 erhielt er den Bruno-Kreisky-Preis für das politische Buch 2012. 2013 wurde er zudem auswärtiges Mitglied der Royal Society.
Die Hertie-Stiftung vergibt den mit 75.000 Euro dotierten Eric Kandel Young Neuroscientists Prize.
2015 wurde das Gymnasium Am Heimgarten in Ahrensburg in Eric-Kandel-Gymnasium umbenannt.
2018 erhielt er das Ehrendoktorat der Medizinischen Universität Wien, Am 10. November 2018 sollte er die Festrede zur Eröffnung des Hauses der Geschichte in der Wiener Hofburg halten. Aufgrund einer kurzfristigen Erkrankung wurde die Rede vom Zeitgeschichtler Oliver Rathkolb, dem Vorsitzenden des wissenschaftlichen Beirates des Hauses, verlesen. Kandel schrieb in Anlehnung an den Roman Die Stadt ohne Juden von Hugo Bettauer: „Austria: A Country Without Jews“. Österreich sei nämlich heute ein Land mit einem verschwindend kleinen Anteil an jüdischer Bevölkerung, aus zwei Gründen: einerseits durch den Holocaust, andererseits aber auch durch die Nachkriegspolitik. Die vertriebenen Juden seien nicht nur nicht zur Rückkehr eingeladen worden, sondern, im Gegenteil, ihnen wurde das Heimkommen sehr schwer gemacht.
2019 erhielt Kandel den Goldenen Rathausmann der Stadt Wien und das „Große Ehrenzeichen am Bande“ der Ärztekammer für Wien.
Sein Buch Was ist der Mensch? Störungen des Gehirns und was sie über die menschliche Natur verraten (2018) wurde als österreichisches Wissenschaftsbuch des Jahres 2019 in der Kategorie Medizin/Biologie ausgezeichnet.
2021 wurde bekannt, dass das von der Medizinischen Universität Wien geplante Forschungszentrum für Präzisionsmedizin den Namen Eric Kandel Institut für Präzisionsmedizin tragen wird.
Im Februar 2024 wurde Eric Kandel gemeinsam mit den Nobelpreisträgern Peter Handke und Anton Zeilinger durch den Österreichischen Bundespräsidenten Alexander Van der Bellen die höchste staatliche Auszeichnung, das Große Goldene Ehrenzeichen am Bande für Verdienste um die Republik Österreich, verliehen.

## Familie
Eric Kandel ist seit 1956 verheiratet mit der Sozialmedizinerin und Epidemiologin Denise Kandel, geb. 1933 als Denise Bystryn in Paris. Sie hat als jüdisches Mädchen die Nazizeit in Frankreich überlebt, Nonnen versteckten sie im Kloster. Das Paar hat zwei Kinder.

## Zitat
„Im Moment  träume ich von Wien, der Stadt, in der ich geboren bin und aus der ich als Kind vertrieben wurde. Ich bin dort in diesem Jahr Ehrenbürger geworden, ein bittersüßer Moment. Ich träume davon, dass Österreich seine Vergangenheit aufarbeitet. Die Integrität und Offenheit, mit der Deutschland die Hitler-Zeit untersucht und eine Demokratie geformt hat, ist vorbildlich. Von solcher Transparenz ist in Österreich nichts zu spüren.
Ich träume von Wissenschaftlern, besonders von jungen jüdischen Wissenschaftlern, die wieder nach Wien kommen. Dass die Universität von Wien, die moralische Instanz, an einem Teil der Ringstraße liegt, die nach dem Antisemiten Karl Lueger benannt wurde, ist nicht zu akzeptieren. Dieser ehemalige Wiener Bürgermeister hat Hitler erst gezeigt, dass man mit Antisemitismus Wahlen gewinnen kann.
Es ging so viel verloren. Ich wünsche mir den Wiederaufbau einer jüdischen Gesellschaft in Wien. Meinetwegen nennen Sie das meschugge.“

Das Zitat ist einem im Jahr 2009 veröffentlichten Interview entnommen; der Dr.-Karl-Lueger-Ring wurde 2012 in Universitätsring umbenannt.

## Erwähnung
Unter dem Titel Ältere kennen die Abkürzung erschien in der Hamburger Wochenzeitung Die Zeit ein Interview zum soeben bei Rowohlt erschienenen Buch Die bessere Hälfte von Eckart von Hirschhausen und Tobias Esch. Hirschhausen: „Wir haben viele Interviews für das Buch geführt, und ich war begeistert, dabei Menschen zu treffen wie Eric Kandel, der mit über 80 jeden Tag in sein Labor geht und auf seinen zweiten Nobelpreis hinarbeitet – bei bester Gesundheit und einem blendenden Humor.“

## Schriften
- Cellular basis of behavior: an introduction to behavioral neurobiology. Freeman, San Francisco 1976.
- Behavioral biology of Aplysia: A Contribution to the Comparative Study of Opisthobranch Molluscs. Freeman, San Francisco 1979.
- Hrsg. mit James H. Schwartz, Thomas M. Jessell, Steven A. Siegelbaum, and A. J. Hudspeth: Principles of neural science. 5. Auflage, 1760 Seiten, McGraw-Hill, New York 2013, ISBN 978-0-07-139011-8. (Zuerst erschienen 1981 bei Elsevier.)
- Hrsg. mit Rita Levi Montalcini, P. Callisano P und A. Maggi A. Molecular Aspects of Neurobiology(Proceedings in Life Sciences). Springer, Berlin – Heidelberg – New York – Tokyo 1986
- Molecular neurobiology in neurology and psychiatry. (Association for Research in Nervous and Mental Disease Research Publications, Vol 65). Raven, New York 1987.
- Hrsg. mit James H. Schwartz, Thomas M. Jessel: Essentials of neural science and behavior. Appleton & Lange, Norwalk 1995.
  - Neurowissenschaften: eine Einführung. Spektrum Akademischer Verlag, Heidelberg/Berlin/Oxford 1996, ISBN 3-86025-391-3.
- Mit Larry R. Squire: Memory. From Mind to Molecules. Scientific American Library, New York 1999.
  - Gedächtnis. Die Natur des Erinnerns. Spektrum Akademischer Verlag, Heidelberg/Berlin/Oxford 1999, ISBN 3-8274-0522-X.
- Psychiatry, psychoanalysis and the new biology of mind. American Psychiatric Publishing, Washington 2005.
  - Psychiatrie, Psychoanalyse und die neue Biologie des Geistes. Suhrkamp, Frankfurt am Main 2006, ISBN 3-518-58451-0.
- In search of memory: the emergence of a new science of mind. Norton, New York 2006.
  - Auf der Suche nach dem Gedächtnis. Die Entstehung einer neuen Wissenschaft des Geistes. Siedler, München 2006, ISBN 3-88680-842-4.
- The age of insight: the quest to understand the unconscious in art, mind, and brain, from Vienna 1900 to the present. Random House, New York 2012.
  - Das Zeitalter der Erkenntnis: Die Erforschung des Unbewussten in Kunst, Geist und Gehirn von der Wiener Moderne bis heute. Siedler, München 2012, ISBN 3-88680-945-5.
- Hrsg. mit Y. Dudai Y, and M. R. Mayford. Learning and Memory (Cold Spring Harbor Perspectives in Biology). Cold Spring Habor Laboratory Press, Cold Spring Harbor, New York 2016
- Reductionism in Art and Brain Science. Bridging the Two Cultures. Columbia University Press, New York – Chichester, West Sussex 2016
- The Disordered Mind: What Unusual Brains Tell Us About Ourselves, Farrar, Straus and Giroux, New York 2018, ISBN 978-0-374-28786-3.
  - Was ist der Mensch? Störungen des Gehirns und was sie über die menschliche Natur verraten, übersetzt von Sebastian Vogel, Siedler-Verlag, München 2018, ISBN 978-3-8275-0114-1.
- There Is Life After the Nobel Prize. Columbia University Press, 2021, ISBN 978-0-231-20014-1

## Auszeichnungen
- 1981: Karl Spencer Lashley Award
- 2012: Bruno-Kreisky-Preis für das politische Buch (Hauptpreis) für Das Zeitalter der Erkenntnis[18]
- 2024: Große Goldene Ehrenzeichen am Bande für Verdienste um die Republik Österreich

## Filmografie
- Petra Seeger (Buch und Regie), Robert Winkler (Kamera), Mario Masini (Kamera): Auf der Suche nach dem Gedächtnis, FilmForm Köln mit Arte, ORF, WDR, 2009.[19]